# Manifesto (album d'Inspectah Deck)
Pour les articles homonymes, voir Manifesto (homonymie).
Albums de Inspectah Deck
The Resident Patient
(2003) Czarface
(2013)
Manifesto est le troisième album studio d'Inspectah Deck, sorti le 23 mars 2010.
À l'origine, cet album devait s'intituler The Resident Patient 2 et être la suite de l'opus précédent. Finalement, The Resident Patient 2 est publié en mixtape en 2008. Les titres présents dans Manifesto sont des chansons originales non utilisées dans la mixtape.

## Liste des titres
| No  | Titre                                                 | Contient un (des) sample(s) de                                      | Durée |
| --- | ----------------------------------------------------- | ------------------------------------------------------------------- | ----- |
| 1.  | Tombstone Intro                                       |                                                                     | 1:38  |
| 2.  | The Champion                                          | Mortal Thought de KRS-One                                           | 2:48  |
| 3.  | Born Survivor (featuring Cormega)                     |                                                                     | 3:16  |
| 4.  | This Is It                                            |                                                                     | 3:11  |
| 5.  | Luv Letter (featuring Ms Whitney)                     |                                                                     | 4:03  |
| 6.  | P.S.A.                                                |                                                                     | 1:43  |
| 7.  | T.R.U.E. (featuring Meshel)                           |                                                                     | 3:10  |
| 8.  | We Get Down                                           |                                                                     | 2:54  |
| 9.  | The Big Game (featuring Raekwon et AC)                |                                                                     | 4:59  |
| 10. | Tombstone Interlude                                   |                                                                     | 1:39  |
| 11. | 9th Chamber Part II                                   | John Blaze de Fat Joe et Big Pun featuring Jadakiss, Nas et Raekwon | 3:11  |
| 12. | Really Real (featuring Carlton Fisk et Fes Taylor)    |                                                                     | 4:55  |
| 13. | Serious Rappin (featuring Termanology et Planet Asia) |                                                                     | 4:05  |
| 14. | Do What U Gotta                                       |                                                                     | 3:13  |
| 15. | Crazy                                                 | Save Me From Myself de Christina Aguilera                           | 3:16  |
| 16. | Gotta Bang (featuring Kurupt et Billy Danze)          |                                                                     | 3:43  |
| 17. | The Bad Apple                                         | An Open Letter to NYC des Beastie Boys                              | 3:11  |
| 18. | Brothaz Respect (featuring Cappadonna et Fes Taylor)  |                                                                     | 3:51  |
| 19. | 5 Star G                                              |                                                                     | 2:52  |
| 20. | The Neverending Story (featuring Pleasant)            |                                                                     | 4:34  |